# Calciumpolysulfid
Calciumpolysulfide sind chemische Verbindungen des Calciums aus der Gruppe der Sulfide mit der Zusammensetzung CaSx, mit x zwischen 2 und 7 und einer durchschnittlichen Zusammensetzung von CaS5.

## Gewinnung und Darstellung
Calciumpolysulfide entstehen beim Erhitzen einer Mischung aus Calciumoxid und Schwefel. Erhitzt man gepulverten, gebrannten Kalk mit Schwefelpulver in viel Wasser, so entsteht die Calciumpolysulfid enthaltende Schwefelkalkbrühe, die schon 1852 von einem französischen Gärtner namens Grison erstmals hergestellt wurde.
Ebenfalls möglich ist die Darstellung durch Kochen von Calciumhydroxid mit Schwefel und Wasser, wobei zuerst Calciumpolysulfide und Calciumthiosulfat entsteht.
{\displaystyle {\ce {3 Ca(OH)2 + 12 S -> 2 CaS5 + CaS2O3 + 3 H2O}}}

## Eigenschaften
Calciumpolysulfid ist ein grauer bis oranger Feststoff mit schwefelartigem Geruch.

## Verwendung
Calciumpolysulfide werden in Form von Schwefelkalkbrühe als Spritzmittel verwendet. Gibt man zu einer Calciumpolysulfidlösung verdünnte Salzsäure, so entsteht eine milchigweiße Suspension von fein zerteiltem Schwefel in verdünnter Calciumchlorid-Lösung, die als Schwefelmilch unter anderem gegen Hautkrankheiten verwendet wird.